# سيمون ثيرن
سيمون ثيرن (بالسويدية: Simon Thern) هو لاعب كرة قدم سويدي في مركز الوسط ولد في يوم 18 سبتمبر 1992 في مدينة فارنامو في السويد، يلعب حالياً مع نادي هيرنفين وسبق له اللعب مع نادي مالمو ونادي فارنامو ونادي هلسينغبورغ، كما لعب مع منتخب السويد لكرة القدم وهو شقيق جوناس ثيرن قائد منتخب السويد لكرة القدم ويبلغ طوله 176 سم.

## روابط خارجية
- سيمون ثيرن على موقع اتحاد السويد (السويدية)
- سيمون ثيرن على موقع قاعدة بيانات كرة القدم.إي يو (الإنجليزية)
- سيمون ثيرن على موقع ناشيونال فوتبول تيمز (الإنجليزية)
- سيمون ثيرن على موقع Soccerway.com (الإنجليزية)
- سيمون ثيرن على موقع عالم كرة القدم.نت (الإنجليزية)
- سيمون ثيرن على موقع AS.com (الإسبانية)